# 科羅拉多山區
科羅拉多山區（西班牙語：Distrito de Cerro Colorado），是秘魯的一個區，位於該國南部阿雷基帕大區的阿雷基帕省，始建於1954年2月26日，面積174.9平方公里，海拔高度2,406米，2005年人口106,893，人口密度每平方公里610人。
16°22′36″S 71°33′37″W / 16.37667°S 71.56028°W